# Amt Arensharde
Urząd Arensharde (niem. Amt Arensharde) – urząd w Niemczech w kraju związkowym Szlezwik-Holsztyn, w powiecie Schleswig-Flensburg. Siedziba urzędu znajduje się w miejscowości Silberstedt.
W skład urzędu wchodzi dziewięć gmin:
1. Bollingstedt
2. Ellingstedt
3. Hollingstedt
4. Hüsby
5. Jübek
6. Lürschau
7. Schuby
8. Silberstedt
9. Treia